# Sentier botanique de Mare Longue
Le sentier botanique de Mare Longue est un sentier de randonnée français situé à La Réunion, sur le territoire de la commune de Saint-Philippe. Ce sentier d'interprétation botanique se trouve dans la forêt de Mare Longue et pour partie dans le parc national de La Réunion.